# Hilsneriáda

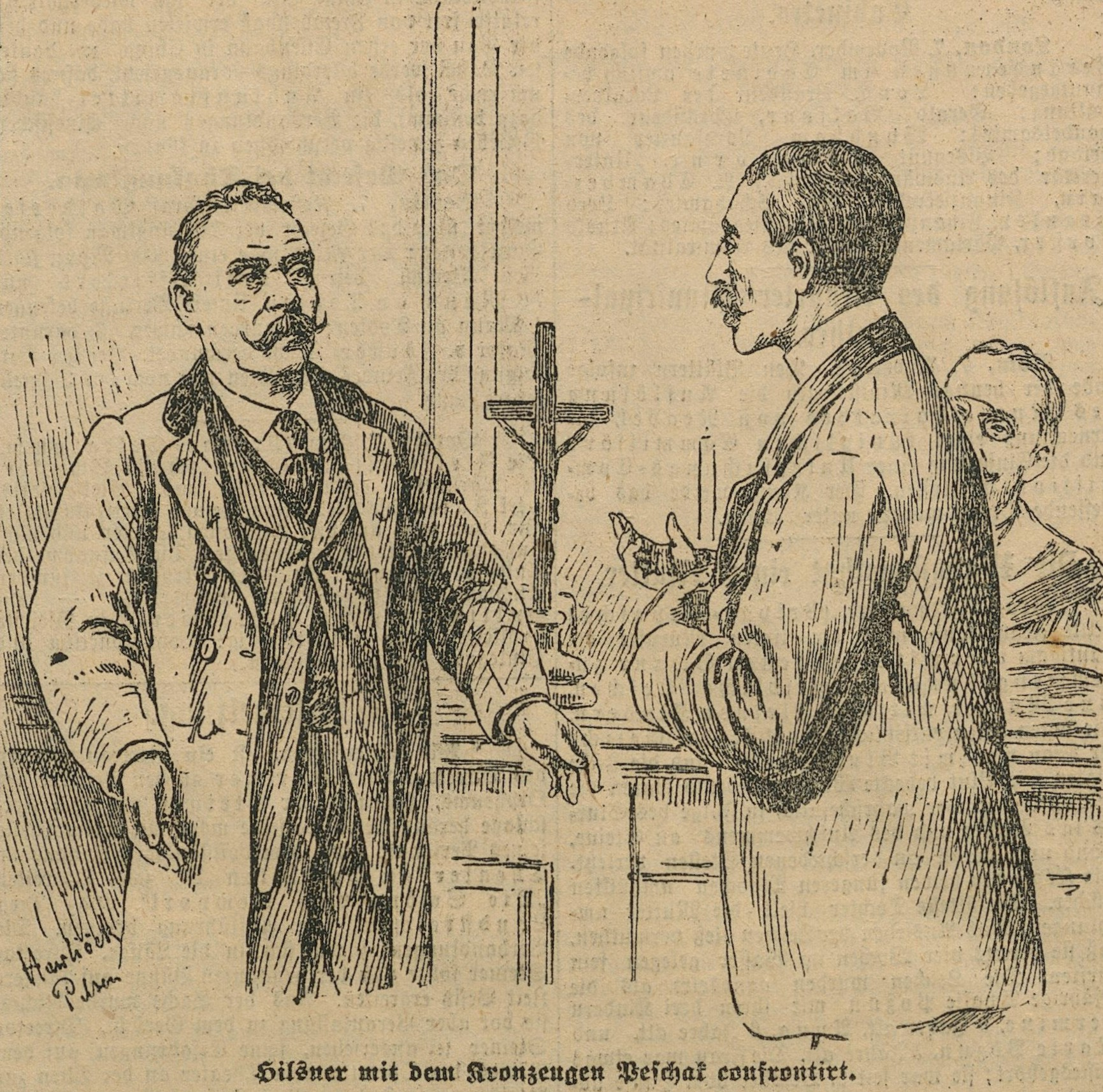
Hilsner konfrontován s korunním svědkem Pěšákem (kresba z druhého Hilsnerova procesu, Illustrirtes Wiener Extrablatt, 1900)

Hilsneriáda je označení pro procesy s Židem Leopoldem Hilsnerem, který byl obviněn z vraždy devatenáctileté křesťanky Anežky Hrůzové, a celospolečenskou diskusi s procesy spjatou. Hilsneriáda byla spojena s největšími projevy antisemitismu na českém území během 19. století. Do aféry významně zasáhl budoucí prezident Tomáš Garrigue Masaryk, který veřejně vystupoval zejména proti rozšířené domněnce, že šlo o rituální vraždu.
Tato pověra a společenský ohlas provázely již zmizení čtrnáctileté Esther v Tisza Eszláru v Uhersku v roce 1882, antisemitismus byl také podstatou Dreyfusovy aféry, soudního případu s francouzským důstojníkem židovského původu od roku 1894.

## Průběh

### Vražda a vyšetřování

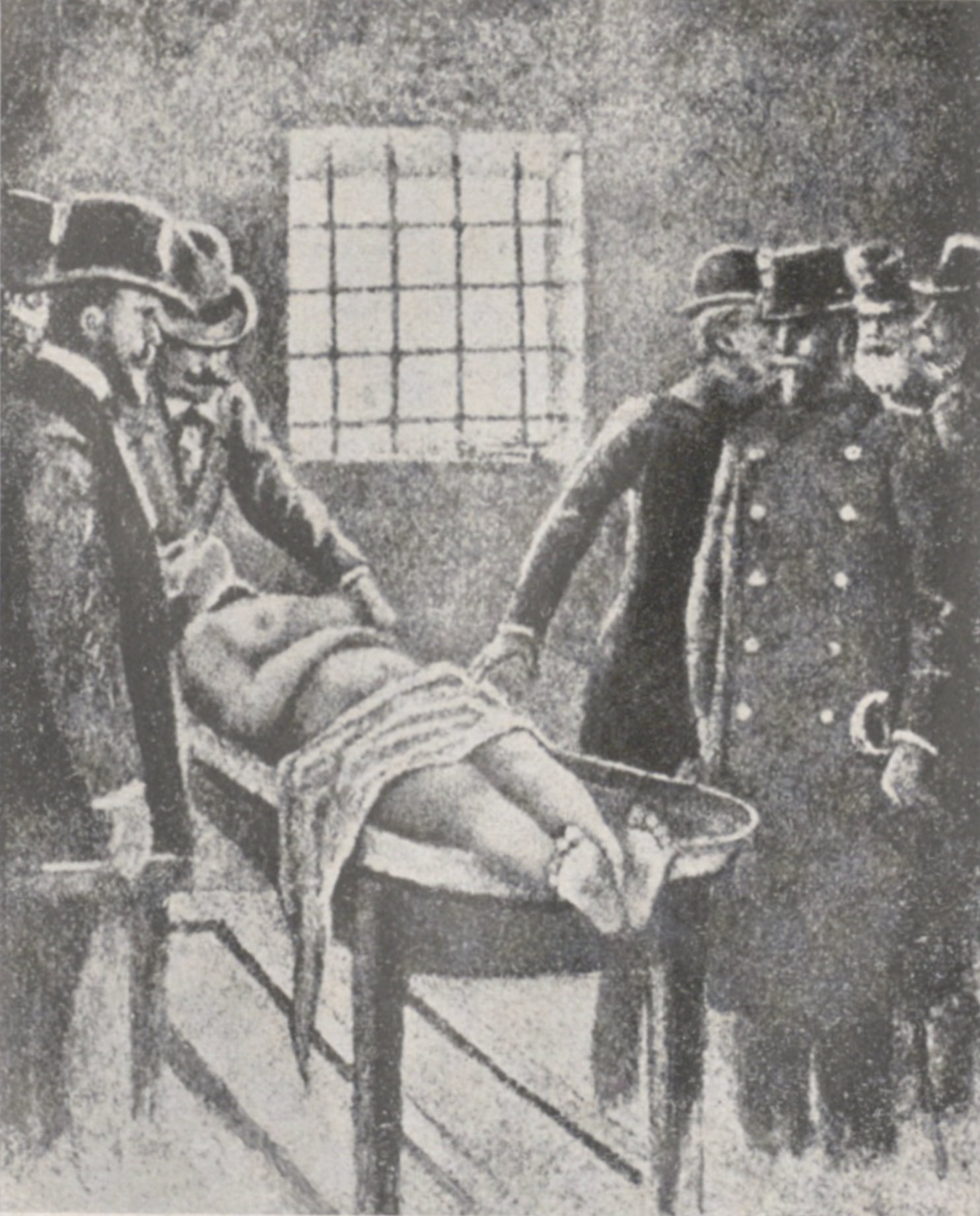
Tělo Anežky Hrůzové v márnici v Polně (vlevo lékaři Dr. V. Michálek a Dr. A. Prokeš z Polné, v popředí vpravo rada Reichenbach a strážmostr Klenovec)

Anežka Hrůzová (narozená 16. dubna 1879) byla devatenáctiletá dívka římskokatolického vyznání z vesnice Malá Věžnice nedaleko od Polné, kde pracovala jako švadlena. Ve středu 29. března 1899 odešla jako každý den z práce, vracela se po pěšině do Věžničky okolo lesa Březina, domů však již nedošla. Její tělo bylo nalezeno po třech dnech, 1. dubna v lese Březina. Vrah ji nejprve uhodil zezadu do hlavy holí a kameny, potom přiškrtil provazem a nakonec jí rozřízl hrdlo ostrým nožem, tělo ukryl do mlází a zmizel. Měla roztrhané oblečení, ale nebyly shledány známky znásilnění – neměla protrženou panenskou blánu. Příčinou smrti bylo vykrvácení. Poblíž místa nalezení těla byly stopy krve. Řada stop ovšem byla zničena davem při objevení.

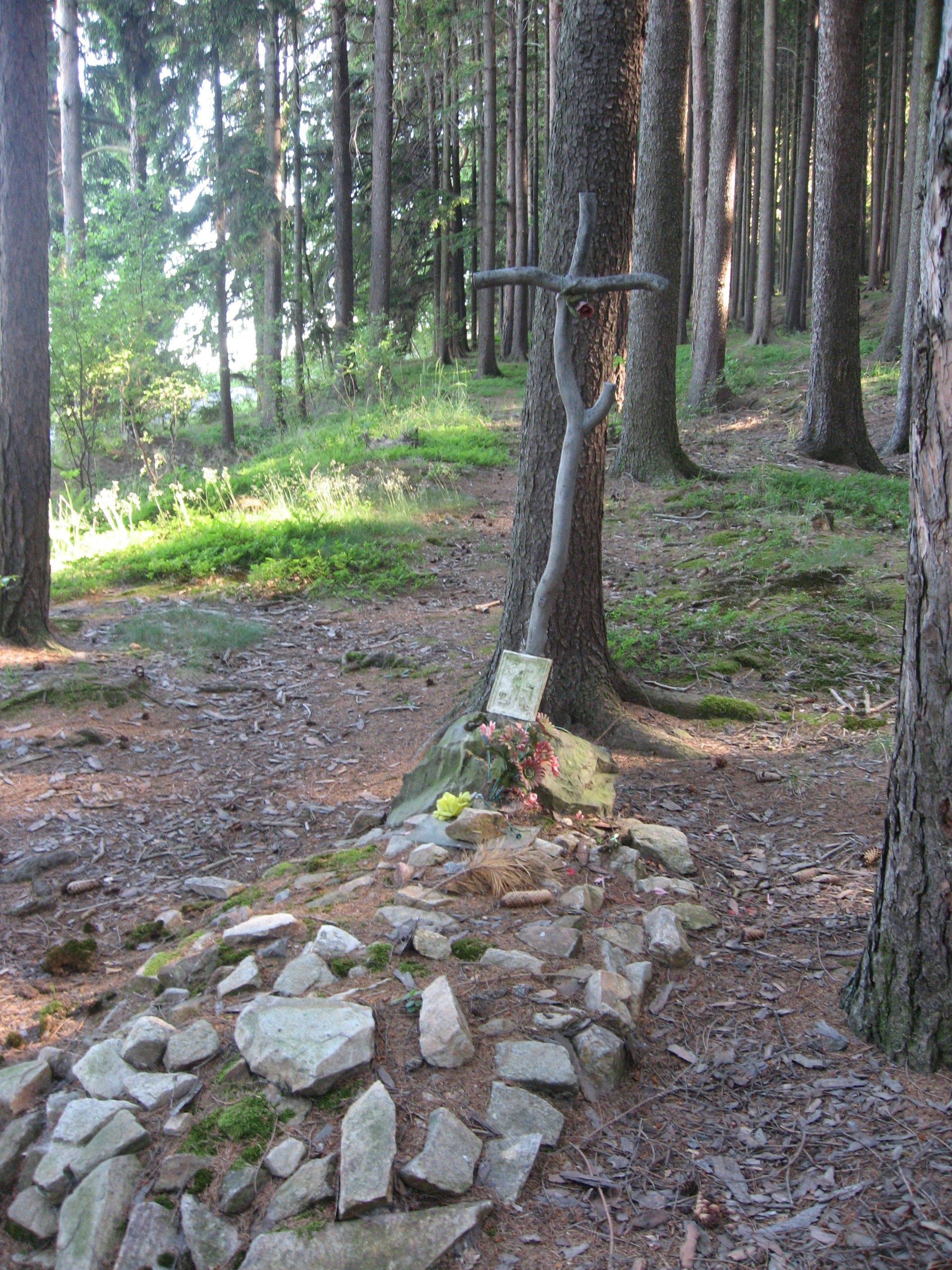
Symbolický hrob Anežky Hrůzové

Na základě nepřímých svědectví byl z vraždy obviněn dvaadvacetiletý nepříliš inteligentní příslušník polenského ghetta Leopold Hilsner (* 10. července 1876), který byl židovského vyznání, pocházel z chudé rodiny a živil se především jako tulák a žebrák.
Tělo bylo pohřbeno 4. dubna 1899 na hřbitově u kostela sv. Barbory za velké účasti veřejnosti.

### Pověra o rituální vraždě
I v souvislosti s tím, že tělo bylo nalezeno na Bílou sobotu 1. dubna ráno, našly ji během pátrací akce školní děti, a Velikonoce toho roku připadaly na konec židovského svátku Pesach, objevila se domněnka, že se Anežka Hrůzová stala obětí rituální vraždy na základě středověké pověry (poprvé doložená v Norwichi 1144), že Židé vraždí křesťanské děti či panny a jejich krev přidávají do macesů. V případě Anežky Hrůzové měla domněnka svůj počátek ve spontánních reakcích na místě nálezu, kdy nejdřív četník Klenovec řekl „Vždyť ona je podříznutá jako dobytče!“ a nato se ozvalo „Je podkošerována!“ v narážce na rituální židovskou porážku zvířat, v Polné obecně známou, při které se zvíře podřízne nožem „košerákem“ a zvíře se vykrví, aby maso bylo v souladu s náboženskými předpisy „košer“. Domněnku měl údajně podporovat pitevní nález, který tvrdil: Smrt nastala úplným vykrvácením, ale množství sražené krve, které se našlo na místě, neodpovídalo tomu, kolik jí musela ztratit.

### Odsouzení a omilostnění

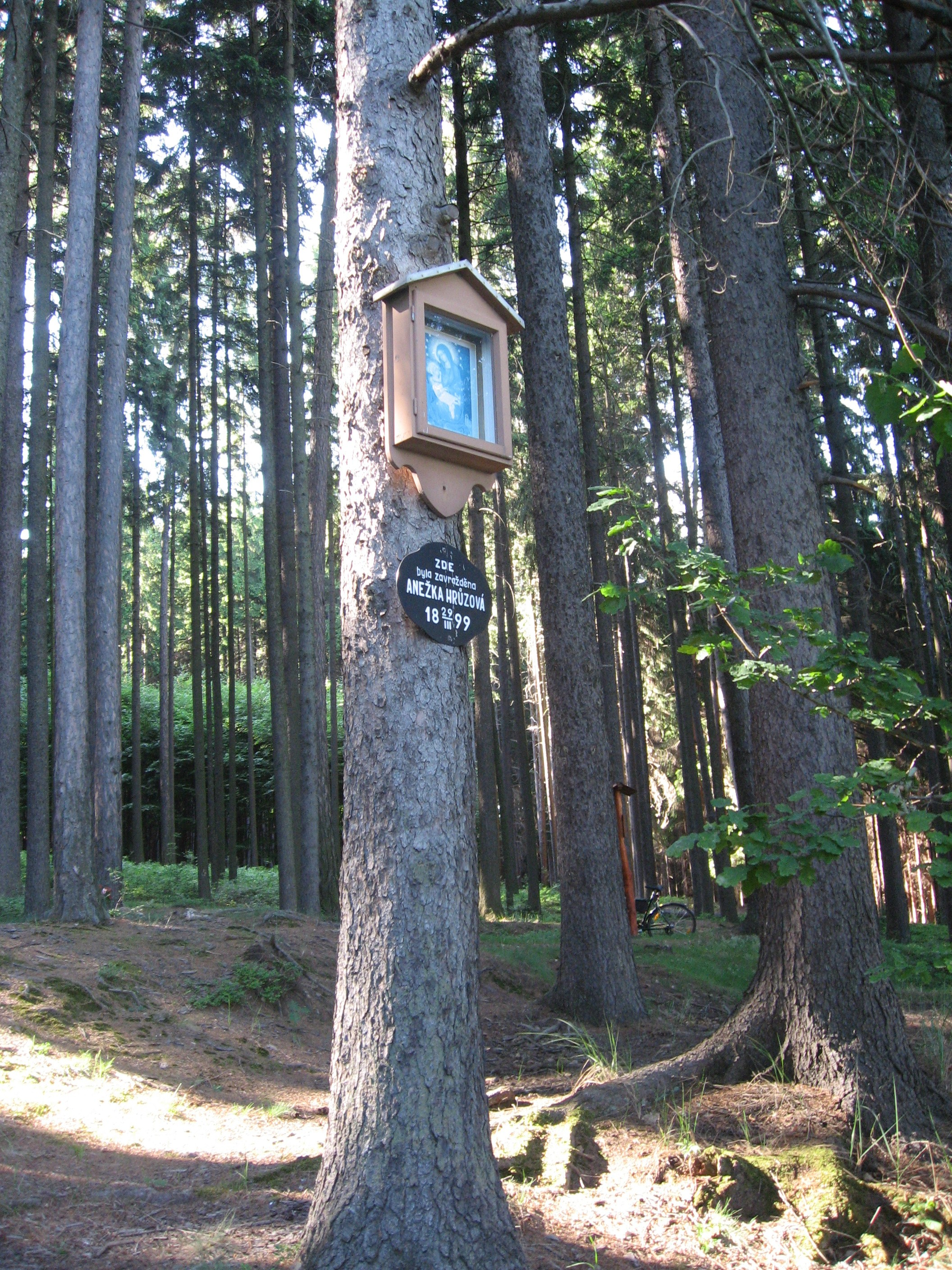
Místo vraždy Anežky Hrůzové s obrázkem Panny Marie Vyšehradské-Dešťové

Proces byl zahájen 12. září a probíhal dále 16. září 1899 u krajského soudu v Kutné Hoře za obrovského zájmu médií a před velkým množstvím publika, které bylo přesvědčeno o Hilsnerově vině. Publikum se nevešlo ani do soudní síně a na vynesení rozsudku čekalo pod okny soudu. Soudní senát byl složen z předsedy senátu dvorského soudního rady Josefa Ježka a soudních radů Františka Budecia a Václava Peška. Posouzení viny obžalovaného spočívalo na dvanáctičlenné porotě, v níž zasedli: Václav Vančura, rolník z Vrdů, Josef Mikolášek, mlynář z Toužic, Emil Javůrek, kupec z Kutné Hory, František Jelínek, rolník z Malína, Václav Runčík, nadlesní z Hraběšína, Tomáš Oupeka, továrník z Kutné Hory, Václav Vondra, rolník z Močovic, František Prokeš, mlynář z Mladotic, František Müller, správce ze Žlebů, Josef svobodný pán Hrubý z Jelení, velkostatkář z Červených Peček a František Štěrba, chemik z Peček, jako náhradníci také Antonín Uher, rolník z Vrbčan a František Moravec, rolník z Hořan. Významnou roli sehrál právní zástupce matky zavražděné, národovec a radikální poslanec JUDr. Karel Baxa, pozdější pražský primátor a předseda Ústavního soudu. Státním zástupcem byl Antonín Schneider-Svoboda. Hilsnerovým obhájcem byl JUDr. Zdenko Auředníček. Na základě nepřímých důkazů byl Hilsner odsouzen za spoluúčast na vraždě k trestu smrti. Účast dalších osob nebyla nikdy před soudem prokázána.
Na Hilsnerovu obranu se jako jeden z mála postavil profesor Tomáš G. Masaryk, který označil rituální vraždu za pověru a pozadí procesu označil za antisemitské, za což si vysloužil nenávist veřejnosti. Za tuto projevenou statečnost se mu dostalo básničky „Zasloužil bys, Masaryčku, jít s Hilsnerem na houpačku!“ Po jeho protestech proti rozsudku a na základě dalších znaleckých posudků byl verdikt 25. dubna 1900 zrušen a případ byl kasačním soudem ve Vídni vrácen k novému projednání. Za svou obhajobu si Masaryk vysloužil posměch a odsudky od společnosti i velké části svých studentů. Masarykovi nešlo ani tak o samotného Hilsnera, o kterém se vyjadřoval dosti s despektem (např. v Hovorech z Lán), ale o to, aby celý případ nebyl vnímán jako rituální vražda.

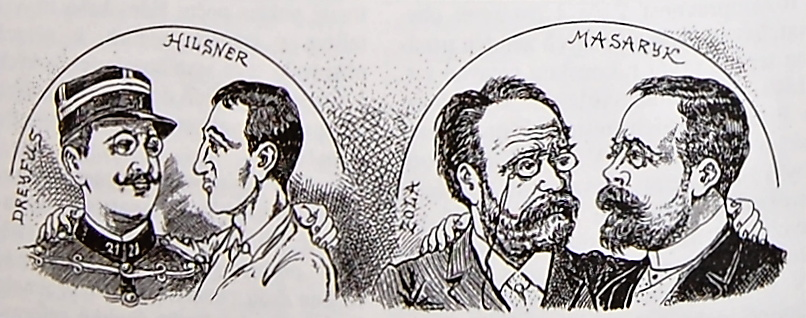
Dobová karikatura srovnávající protagonisty hilsneriády a Dreyfusovy aféry

V novém procesu u Krajského soudu v Písku v říjnu 1900 byl však Hilsner obžalován navíc ze spoluúčasti na vraždě další dívky, Marie Klímové z Horní Věžnice, která zahynula před více než dvěma roky. Leopold Hilsner byl 14. listopadu 1900 znovu na základě nepřímých nebo údajně vymyšlených svědectví odsouzen za spoluúčast na obou vraždách k trestu smrti na šibenici. Rozsudky však nekonstatovaly jako motiv vraždy motiv náboženský, nýbrž motiv sexuální (i když dle lékařských posudků, které měl soud k dispozici, netrpěl Hilsner žádnou sexuální úchylkou).
Císař František Josef I. v červnu 1901 prominul trest smrti císařskou milostí a Nejvyšší soud mu proto trest změnil na doživotí. 17. června 1901 byl převezen z písecké věznice do Prahy na Pankrác, kde bývala mužská káznice. Po 18 letech věznění byl Hilsner 24. března 1918 s podlomeným zdravím propuštěn na základě milosti, kterou mu udělil Karel I., rehabilitován však nikdy nebyl. Na svobodě žil ve Velkém Meziříčí, Praze a Vídni, kde se ve 20. letech živil jako podomní obchodník pod pozměněným jménem Heller, finančně jej podporovala vídeňská židovská obec i prezident Masaryk. V archivu prezidentské kanceláře našel berlínský lékař Petr Vašiček doklady, že Hilsner poslal Masarykovi fingované svatební oznámení, podle nějž si bere ve Vídni za ženu učitelku. Současně žádal po Masarykovi finanční příspěvek. Prezident mu vyhověl. Později se ukázalo, že žádná svatba nebyla. Hilsner zemřel ve věku 51 let[kdy?] v Rothschildově nemocnici pravděpodobně na rakovinu tlustého střeva.

## Pochybnosti

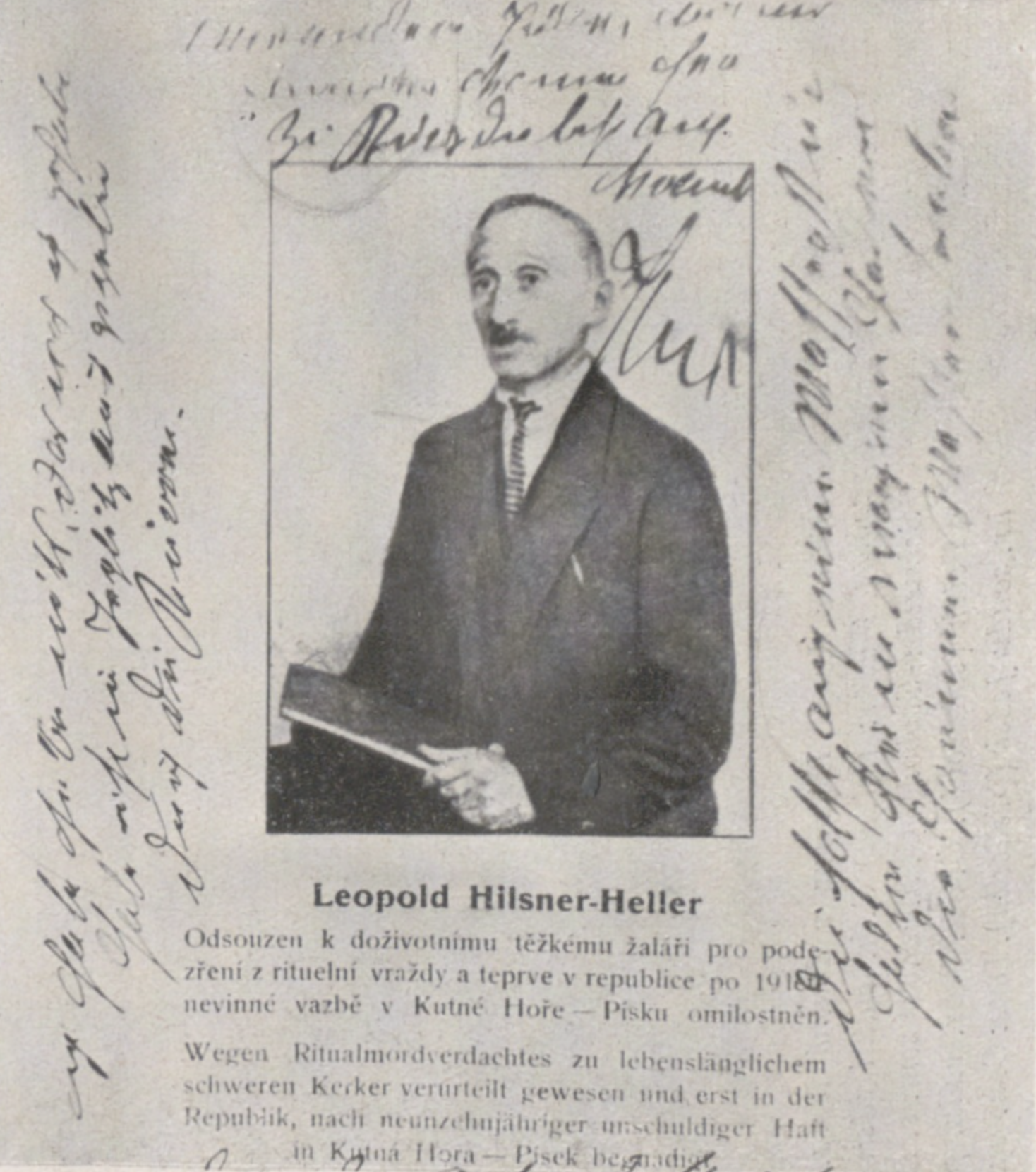
Leopold Hilsner po svém propuštění roku 1918 (po stranách Hilsnerovo písmo)

Řada autorů, mimo jiné Jiří Kovtun a Bohumil Černý, kteří se případem zabývali koncem 20. století, tvrdí, že důkazy o Hilsnerově vině nebyly zdaleka dostačující, a zpochybňují některá svědectví. Existovala také řada dalších podezření, kdo by mohl být vrahem Anežky (například její bratr, který se s ní den před vraždou pohádal, Hilsnerův spolubydlící atd.), tato podezření se ovšem pro nedostatek důkazů nikdy nepodařilo prokázat.
Jan Hrůza, Anežčin bratr, se údajně na smrtelném loži v roce 1943 přiznal k vraždě své sestry. Důvodem mělo být Anežkou žádané vyplacení věna k její chystané svatbě, což by ho připravilo o nemalou část dědictví. Této verzi údajně na nějakou dobu uvěřil i T. G. Masaryk. Tyto pověsti se pokusil prověřit český historik Bohumil Černý. Zjistil, že Jana Hrůzu na smrtelné posteli zpovídal a poté v roce 1943 pohřbíval ThDr. Anton Janko, katolický kněz ze Ždírce u Polné, který se po válce dobrovolně vystěhoval do Spolkové republiky Německo, přestože mu pro jeho dobrý vztah k Čechům bylo nabídnuto, aby zůstal v Čechách. Podařilo se mu s ním v roce 1968 sejít a ten mu řekl, že se na pohřeb Jana Hrůzy pamatuje. Dále mu sdělil, že sice nesmí vyzrazovat zpovědní tajemství, ale kdyby se při zpovědi dověděl věc, která by pomohla očistit nevinně nařčeného, byl by povinen o tuto očistu usilovat. Údajné přiznání Jana Hrůzy na smrtelné posteli je tedy podle Černého zřejmě jen nepodloženou pověstí.
Od roku 1996 se berlínský lékař MUDr. Petr Vašíček snaží o revizi procesu a Hilsnerovu rehabilitaci, spolu s členy Klubu Za historickou Polnou. Prohledával třeboňský archiv, kde jsou materiály píseckého soudu, archiv prezidentské kanceláře a kvůli případu navštívil také Portugalsko a Izrael. V Polné pomáhal odstraňovat plakáty proti Masarykovi a Židům, které tam vylepili skinheadi.
Italský právník Mario Umberto Morini, který požaduje historickou i justiční rehabilitaci Hilsnera, se domnívá, že by revize procesu měla proběhnout před rakouským soudem, protože konečný rozsudek byl vyhlášen ve Vídni a český stát tehdy neexistoval.
K věci se vyjádřilo několik českých ministrů spravedlnosti. V roce 1998 ministryně spravedlnosti Vlasta Parkanová napsala doktoru Vašíčkovi, že v trestní věci Leopolda Hilsnera byl porušen zákon. Podle ní však není možné porušení zákona „odstranit“. Za prvé v době, kdy byl Hilsner odsouzen, neexistovala možnost stížnosti pro porušení zákona. Za druhé případ projednával a rozhodoval jako odvolací nejvyšší soud ve Vídni. Hilsnerově kauze se následně věnovali i ministři spravedlnosti Otakar Motejl a Jaroslav Bureš. Rakouské ministerstvo spravedlnosti v roce 2009 oznámilo, že z české strany nedošlo ke zrušení obou prvoinstančních rozsudků v Kutné Hoře a v Písku, a proto ani Rakousko nevidí žádnou možnost zrušení rozhodnutí odvolacího soudu ve Vídni, a to ani cestou prohlášení, že uvedené rozhodnutí bylo nezákonné.
Karel Čapek do své knihy Povídky z jedné kapsy (1929) zařadil povídku Případ Selvinův. Je stylizovaná jako vyprávění starce, Leonarda Undena, uznávaného literáta, který se jako mladý aktivista zastal člověka, o němž nabyl přesvědčení, že byl ve šlendriánském procesu nespravedlivě odsouzen za vraždu ženy. Dotyčný podezřelý Frank Selvin byl trochu grázlík, trochu podivín, jinak proti němu nebyl postaven žádný přesvědčivý důkaz, ale přesto byl odsouzen. Proces vzbudil široký a světový ohlas a vynesl panu umělci slávu i nenávist ulice. Undenovi se nakonec podařilo dosáhnout obnovení procesu a Selvinova osvobození. Selvin za ním později přišel, poděkoval mu, přiznal se, že vraždu skutečně spáchal, a postupně jej začal vydírat, že se půjde udat, pokud nedostane úplatek za mlčenlivost. Pan umělec tedy Selvina začal podporovat, až mu zaplatil odcestování do zahraničí. Čapkova povídka je inspirována případy Alfreda Dreyfuse, Leopolda Hilsnera a Leo Franka, po němž je pachatel pojmenován. Režisér Jiří Weiss, který na její motivy natočil v roce 1968 televizní film, v březnu 1968 pro časopis Květy uvedl: "Co napsal Karel Čapek? Napsal krátkou hříčku, řekněme, o Masarykovi a Hilsnerovi, nebo o Zolovi a Dreyfusovi. O tom jak nakonec Dreyfus řekne Zolovi, že opravdu byl rakouským špiónem, nebo jak Hilsner se Masarykovi přizná, že tu Anežku Hrůzovou opravdu zabil… Kdybychom tuhle anekdotu domysleli v plném dosahu, dojdeme k otřesnému zjištění, že vlastně nikdy nemá cenu se někoho ujmout. Náš film není přepis, ale rozvinutí spisovatelovy anekdoty." Podle Weisse se Karel Čapek jednou Masaryka na schůzi pátečníků zeptal, co kdyby Hilsner přišel a řekl, že skutečně použil Anežku Hrůzovou do macesů. Úzký kroužek přátel prý ten dotaz pobavil a Čapek poté napsal svou povídku.
Nejnověji se případem zabýval český badatel Jaroslav V. Mareš, z jehož výzkumu nejvíce vyplývá, že vrahem Anežky by měl být její bratr Jan.

## Obnova řízení
V únoru 2023 podal advokát Lubomír Müller žádost o obnovu řízení v případu vraždy Hrůzové. Tuto žádost založil na archivních materiálech, které nebyly k dispozici soudům při původním procesu, a které podle něj mohou očistit Hilsnera od viny. Müller například tvrdí, že Hilsner nemohl být přítomen na místech a v časech, které uváděli svědci, což dokládá sestavenou časovou osou. Dále se domnívá, že násilný čin se sexuálním motivem mohl spáchat pomocný řezník Josef Zatřepálek. Müller také zpochybnil výpověď klíčového svědka a výsledky zrakové zkoušky, které byly součástí důkazního řízení. Krajské státní zastupitelství v Jihlavě odmítlo znovuotevření případu v červnu 2023. Poté, co Vrchní státní zastupitelství v Olomouci nařídilo přezkoumání rozsudku na základě nových informací, se žalobce případem opět zabýval. Nicméně i tentokrát dospěl ke stejnému závěru. Tento postup byl v srpnu 2024 potvrzen Vrchním státním zastupitelstvím.

## Ohlasy

### Písnička
Na toto téma tehdy vznikla i lidová odrhovačka:

Nekupujte u Židů,
cukr, kávu, mouku,
voni nám zavraždili
modrovokou holku.

Anežka Hrůzová
byla zavražděná,
vod Poldy Hilsnera
byla podřezaná.

Zeptejte se Sálusa,
jak ji táhli do lesa.
Sálus u ní vartu stál,
když jí Hilsner podřezal.

### Filmová zpracování
Režisér Franz Köhler v roce 1919 o aféře natočil celovečerní film Der Fall Hilsner – Případ Hilsner, v hlavní roli se objevil sám Hilsner.
V roce 2016 byl případ zfilmován jako Zločin v Polné režiséry Viktorem Polesným a Václavem Šaškem.

### Politické dopady
T. G. Masaryk v Čapkově knize rozhovorů Hovory s T. G. Masarykem ve vydání z roku 1937 (v novějším vydání tato pasáž chybí) říká: „Zajel jsem i do Polné, abych prohlédl místo zločinu a jeho okolí. Pak řekli, že jsem za to placen od Židů. Vídeňští antisemité poštvali český nacionální a klerikální tisk, začali tlouci do mne – nu, musel jsem se bránit.“ Později vzpomínal: „Světový tisk je zčásti řízen nebo financován od Židů, znali mě z Hilsnerovy aféry a teď se odvděčili tím, že psali o naší věci sympathicky nebo aspoň slušně. Politicky nám to hodně pomohlo.“

### Památníky
Symbolický hrob Anežky Hrůzové se nachází na místě nálezu jejího těla v lese Březina, je vidět ze silnice mezi Polnou a Věžničkou. Ohraničují ho kameny, nad nimi se tyčí dřevěný kříž. Na stromě visí pamětní cedule pod svatým obrázkem. Je to jedno ze zastavení nově značené naučné Klementovy stezky.
V polenském Regionálním židovském muzeu je k zhlédnutí stálá expozice Případ Leopolda Hilsnera.
25. dubna 2002 Hilsnerovi ve Vídni na domě, ve kterém ve 20. letech 20. století bydlel, odhalili pamětní desku.
Rakouská ministryně spravedlnosti Maria Bergerová dne 14. listopadu 2008 odhalila na náhrobním kameni Leopolda Hilsnera ve Vídni pamětní epigram, kterým se pokusila vyjádřit politicko-morální symbolické odčinění údajné justiční křivdy.

### Akce
Na květnou neděli 28. března 1999 sloužili polenský děkan Zdeněk Krček a profesor Tomáš Halík v děkanském chrámu Nanebevzetí Panny Marie mši svatou za Anežku Hrůzovou u příležitosti sta let od jejího zavraždění. Profesor Halík pronesl omluvu za roli církve v nespravedlivém odsouzení Hilsnera.
V roce 1999 uspořádalo Evropské hnutí v ČR na toto téma mezinárodní konferenci v prostorách Karolina.